# Schwimmeuropameisterschaften 1938
Die 5. Schwimmeuropameisterschaften fanden vom 6. bis 13. August 1938 in London statt und wurden von der Ligue Européenne de Natation (LEN) veranstaltet.
Die Schwimmeuropameisterschaften 1938 beinhalteten Wettbewerbe im Schwimmen, Kunst- und Turmspringen sowie das Wasserballturnier der Männer.

## Beckenschwimmen

### Ergebnisse Männer
| Wettbewerb                 | Gold                           | Gold    | Silber                        | Silber  | Bronze                           | Bronze  |
| -------------------------- | ------------------------------ | ------- | ----------------------------- | ------- | -------------------------------- | ------- |
| 100 m Freistil             | Kees Hoving Niederlande        | 59.8    | Frederick Dove Großbritannien | 1:00.6  | István Kőrösi Ungarn             | 1:01.2  |
| 400 m Freistil             | Björn Borg Schweden            | 4:51.6  | Werner Plath Deutsches Reich  | 4:56.2  | Norman Wainwright Großbritannien | 4:56.3  |
| 1500 m Freistil            | Björn Borg Schweden            | 19:55.6 | Bobby Leivers Großbritannien  | 19:57.0 | Heinz Arendt Deutsches Reich     | 20:12.6 |
| 100 m Rücken               | Heinz Schlauch Deutsches Reich | 1:09.0  | Gerhard Nüske Deutsches Reich | 1:10.8  | Árpád Lengyel Ungarn             | 1:12.0  |
| 200 m Brust                | Joachim Balke Deutsches Reich  | 2:45.8  | Erwin Sietas Deutsches Reich  | 2:45.9  | Anton Cerer Jugoslawien          | 2:47.6  |
| 4 × 200 m Freistil Staffel | Deutsches Reich                | 9:17.6  | Frankreich                    | 9:22.6  | Vereinigtes Königreich           | 9:24.6  |

### Ergebnisse Frauen
| Wettbewerb                 | Gold                     | Gold   | Silber                       | Silber | Bronze                         | Bronze |
| -------------------------- | ------------------------ | ------ | ---------------------------- | ------ | ------------------------------ | ------ |
| 100 m Freistil             | Ragnhild Hveger Dänemark | 1:06.2 | Birte Ove-Petersen Dänemark  | 1:06.8 | Ria van Veen Niederlande       | 1:08.4 |
| 400 m Freistil             | Ragnhild Hveger Dänemark | 5:09.0 | Ria van Veen Niederlande     | 5:27.7 | Fernande Caroen Belgien        | 5:33.4 |
| 100 m Rücken               | Cor Kint Niederlande     | 1:15.0 | Iet van Feggelen Niederlande | 1:15.9 | Birte Ove-Petersen Dänemark    | 1:17.0 |
| 200 m Brust                | Inge Sørensen Dänemark   | 3:05.4 | Doris Storey Großbritannien  | 3:06.0 | Josephine Waalberg Niederlande | 3:06.2 |
| 4 × 100 m Freistil Staffel | Dänemark                 | 4:31.6 | Niederlande                  | 4:39.5 | Vereinigtes Königreich         | 4:51.4 |

## Kunst- und Turmspringen

### Ergebnisse Männer
| Wettbewerb | Gold                        | Silber                       | Bronze                          |
| ---------- | --------------------------- | ---------------------------- | ------------------------------- |
| 3 m        | Erhard Weiß Deutsches Reich | Fritz Haster Deutsches Reich | Frederick Hodges Großbritannien |
| 10 m       | Erhard Weiß Deutsches Reich | Hans Kitzig Deutsches Reich  | László Hidvégi Ungarn           |

### Ergebnisse Frauen
| Wettbewerb | Gold                       | Silber                           | Bronze                      |
| ---------- | -------------------------- | -------------------------------- | --------------------------- |
| 3 m        | Betty Slade Großbritannien | Gerda Daumerlang Deutsches Reich | Edna Child Großbritannien   |
| 10 m       | Inge Beeken Dänemark       | Ann-Margret Nirling Schweden     | Suse Heinze Deutsches Reich |

## Wasserball

### Ergebnisse Männer
| Wettbewerb | Gold   | Silber          | Bronze      |
| ---------- | ------ | --------------- | ----------- |
| Mannschaft | Ungarn | Deutsches Reich | Niederlande |